# Сендзивой Палука
Сендзивой Палука из Шубина (пол. Sędziwój Pałuka z Szubina; родился до 1328 — умер после 28 мая 1405) — польский государственный деятель, генеральный староста великопольский (с 1372), староста краковский (1377—1380), воевода калишский (с 1381), основатель города Шубин.

## Биография и карьера
Представитель польского дворянского рода Палука герба «Топор». Он, вероятно, родился в Вонсосе (de Wanssose), поэтому его еще называют Сендзивой из Восоша или из Вонсоши; он умер, не оставив наследника мужского пола.
В 1357—1361 годах занимал пост подсудка Бжесць-Куявски, затем занимал должность старосты Быдгощи, Иновроцлава и Гнезно. В 1370—1372 годах он был подкоморием познанским, а с 1372 года старостой Великой Польши. В 1377 году король Польши Людовик Венгерский пожаловал ему ему пост старосты краковского, и Сендзивой оставался на этой должности до 1380 года. В то же время он служил старостой Накло и Великой Польши. В 1381 году он получил должность воеводы калишского, где и оставался до своей смерти. Будучи практическим сторонником анжуйцев и пользуясь доверием короля Людовика, он стал одним из наместников Польского королевства. В период междуцарствия после 1382 года способствовал приезду Ядвиги в Польшу и ее бракосочетанию с великим князем литовским и русским Ягайло — в 1383 году он принял участие в переговоры с Сигизмундом Люксембургским в Любовле вместе с краковским воеводой Спытком из Мельштына и санодомирским воеводой Яном из Тарнува для согласования даты прибытия Ядвиги в Краков.

## Основатель Шубина
Шубин был резиденцией Сендзивой Палуки. В 1365 году он возвел это место в ранг города и с этого года подписывался в документах как Сендзивой Шубинский или, с четким указанием, наследник Шубина. Отсюда ясно следует, что Сендзивой считал Шубин самой важной из своих резиденций. В Шубине он построил кирпичный замок и церковь во имя св. Марцин.
Сендзивой также обязаны своим расположением следующие города: Чернеево и Русец, а также, среди прочих, среди многих деревень в Жидово.

## Ради короны (1382—1384)
После смерти Людовика Венгерского в 1382 году его вдова, Елизавета Боснийская, нарушила предыдущие положения относительно престолонаследия и не позволила своей дочери Марии занять польский престол. Затем она предложила Ядвиге выйти замуж за Сигизмунда Люксембургского, и он примет на себя польскую корону. Дворянству это предложение не понравилось, и в 1383 году они отправили Сендзивоя с посланником к Елизавете. Королева арестовала Сендзивоя, чтобы шантажировать дворянство и заставить его передать трон Сигизмунду Люксембургскому. Однако Сендзивой сбежал из плена и вернулся в страну, добравшись от Адриатического моря до Кракова верхом за 24 часа.
В то время в Великой Польше шла гражданская война, в ходе которой боролись фракции, придерживавшиеся разных концепций занятия польского престола. Среди них были сторонники анжуйцев, сторонники Сигизмунда и сторонники князя плоцкого Земовита IV.
В связи с затянувшимся междуцарствием, гражданской войной и неблагоприятными условиями, представленными королевой Елизаветой, 2 марта 1384 года в Радомско был созван дворянский съезд, который установил правила функционирования государства во время вакантности престола и постановил попытка восстановить корону польской Анжуйской династии. Сендзивой предпринял эту попытку и снова отправился в Венгрию. Затем он представил условия и в то же время пригрозил разорвать личную унию с Венгрией. Его переговоры привели к тому, что королева передумала. 3 октября 1384 года Сендзивой вернулся в Краков с Ядвигой, которая вскоре была коронована королем Польши.